# Blepisanis
Blepisanis är ett släkte av skalbaggar. Blepisanis ingår i familjen långhorningar.

## Dottertaxa tillBlepisanis, i alfabetisk ordning[1]
- Blepisanis andreaei
- Blepisanis angusta
- Blepisanis anteatra
- Blepisanis apicefuscipennis
- Blepisanis argenteosuturalis
- Blepisanis aterrima
- Blepisanis atricollis
- Blepisanis atrofrontalis
- Blepisanis aurivillii
- Blepisanis basirufipennis
- Blepisanis beuni
- Blepisanis bohemani
- Blepisanis capensis
- Blepisanis cincticollis
- Blepisanis circumdata
- Blepisanis collaris
- Blepisanis disconotaticollis
- Blepisanis erythaca
- Blepisanis exilis
- Blepisanis fervida
- Blepisanis forticornis
- Blepisanis freyi
- Blepisanis glabra
- Blepisanis holonigra
- Blepisanis hovorkai
- Blepisanis incallosa
- Blepisanis incensa
- Blepisanis incensoides
- Blepisanis indica
- Blepisanis insignis
- Blepisanis larvata
- Blepisanis lateralis
- Blepisanis leleupi
- Blepisanis lineata
- Blepisanis maculicollis
- Blepisanis magnanii
- Blepisanis melanocephala
- Blepisanis metallescens
- Blepisanis neavei
- Blepisanis nigra
- Blepisanis nigroapicaloides
- Blepisanis nigrofemorata
- Blepisanis nivea
- Blepisanis ochraceipennis
- Blepisanis orientis
- Blepisanis pallidipennis
- Blepisanis parteruficollis
- Blepisanis porosa
- Blepisanis pseudolateralis
- Blepisanis pseudolatesuturalis
- Blepisanis pseudoneavei
- Blepisanis remaudierei
- Blepisanis repetekensis
- Blepisanis rufa
- Blepisanis ruficollis
- Blepisanis samai
- Blepisanis seminigripennis
- Blepisanis sericea
- Blepisanis subcallosa
- Blepisanis subdorsata
- Blepisanis sublateralis
- Blepisanis subrufulescens
- Blepisanis suturaloides
- Blepisanis tekensis
- Blepisanis transversicollis
- Blepisanis uniformis
- Blepisanis vittata